# Paulo Films
Paulo Films était une société française de production de films et d'art vidéo, créée en décembre 1995 par Nathalie Eybrard et Jean-Philippe Labadie.
Le 27 novembre 2003, elle a été placée en liquidation judiciaire et le 27 avril 2006 a été prononcée la clôture pour insuffisance d'actif.

## Longs métrages produits
- 2003 : Pas de repos pour les braves d’Alain Guiraudie - Distribué par Haut et Court
- 2003 : Les jours où je n'existe pas de Jean-Charles Fitoussi - Distribué par Pierre Grise Distribution

## Courts et moyens métrages produits
Une vingtaine de films de court et moyen-métrage dont:
- 1996 ; Paulo et son frère de Jean-Philippe Labadie
- 1997 L’Harmonie municipale de Jean-Philippe Labadie
- 1998 : El Paolito de Jean-Philippe Labadie
- 2000 : Ce vieux rêve qui bouge d’Alain Guiraudie ; Les Filles de mon pays d’Yves Caumon
- 2001 : Appel d'air de Arnault Labaronne ; Asyla de Béatrice Kordon
- 2002 : Alice de Sylvie Ballyot
- 2003 : Regarde-moi de Sylvie Ballyot et Béatrice Kordon

- à dater: Affection de Cyrille Doukhan ; Le Cafard de Cyrille Doukhan ; Paulo insomniaque de Cyrille Doukhan

## Art vidéo produit
Synopsis/Catharsis, Freestyle et Teatro y simulacro de l’artiste contemporain Alexandre Périgot